# Trần Tuấn Anh
Trần Tuấn Anh (sinh 6 tháng 4 năm 1964) là một chính trị gia người Việt Nam. Ông nguyên là Ủy viên Bộ Chính trị Ban Chấp hành Trung ương Đảng Cộng sản Việt Nam khóa XIII, nguyên Trưởng Ban Kinh tế Trung ương và từng là Đại biểu Quốc hội Việt Nam khóa XV nhiệm kì 2021 – 2026 thuộc đoàn Đại biểu Quốc hội tỉnh Khánh Hòa. Ông nguyên là Bí thư Ban Cán sự Đảng, Bộ trưởng Bộ Công Thương Việt Nam, Ủy viên Ban Chấp hành Trung ương Đảng Cộng sản Việt Nam khóa XII, Phó Trưởng ban Kinh tế Trung ương, Thứ trưởng Bộ Công Thương; Hiệu trưởng Trường Đại học Công nghiệp Thành phố Hồ Chí Minh; Thường vụ Thành ủy, Phó Chủ tịch Ủy ban Nhân dân thành phố Cần Thơ, Tổng Lãnh sự Việt Nam tại San Francisco (Hoa Kỳ).
Trần Tuấn Anh là Đảng viên Đảng Cộng sản Việt Nam, khởi nghiệp từ ngành Ngoại giao, có học vị Tiến sĩ Kinh tế, Cao cấp lý luận chính trị.

## Xuất thân và giáo dục
Trần Tuấn Anh sinh ngày 06 tháng 4 năm 1964, người dân tộc Kinh, không theo tôn giáo nào, quê quán tại xã Phổ Khánh, thị xã Đức Phổ, tỉnh Quảng Ngãi, Việt Nam. Ông là con trai của nguyên Chủ tịch nước Trần Đức Lương.
Ông tốt nghiệp đại học tại Học viện Ngoại giao (Việt Nam), có bằng Tiến sĩ Kinh tế. Ông gia nhập Đảng Cộng sản Việt Nam vào ngày 29/11/1996, sau đó học tập và có bằng Cao cấp lí luận chính trị.

## Sự nghiệp

### Thời kỳ đầu ở cơ quan Trung ương
Trần Tuấn Anh trải qua một thời gian dài theo học ngành giáo dục, bắt đầu sự nghiệp từ năm 1988, có quá trình làm việc trải qua nhiều cơ quan quản lý Nhà nước và cụ thể thuộc Chính phủ.
Tháng 1 năm 1988, ông được tuyển dụng vào vị trí Chuyên viên Phòng Thương mại và Công nghiệp Việt Nam, một tổ chức quốc gia tập hợp và đại diện cho cộng đồng doanh nghiệp, chủ lao động và các hiệp hội doanh nghiệp ở Việt Nam. Đến tháng 4 năm 1994, ông được điều chuyển tới công tác ở Bộ Kế hoạch và Đầu tư, với vị trí Chuyên viên Vụ Kinh tế đối ngoại. Tháng 6 năm 1999, ông được bổ nhiệm làm Phó Viện trưởng Viện Nghiên cứu Chiến lược và Chính sách công nghiệp, Bộ Công nghiệp Việt Nam.
Tháng 6 năm 2000, Trần Tuấn Anh được điều chuyển sang Bộ Ngoại giao, giữ chức vụ Phó Vụ trưởng Vụ Tổng hợp kinh tế, Bộ Ngoại giao. Ông trải qua tám năm công tác ở Bộ Ngoại giao, lần lượt là Phó Vụ trưởng, Quyền Vụ trưởng, sau đó làm Vụ trưởng Vụ Tổng hợp kinh tế, Giám đốc Quỹ Ngoại giao phục vụ kinh tế, Bộ Ngoại giao; Tổng Lãnh sự Việt Nam tại San Francisco (Hoa Kỳ).

### Cần Thơ
Sau nhiều năm công tác ở cơ quan của Chính phủ rồi cơ quan quốc tế ở nước ngoài, đến tháng 5 năm 2008, Trần Tuấn Anh được điều chuyển về tổ chức địa phương, được bổ nhiệm làm Thành ủy viên, rồi Ủy viên Ban Thường vụ Thành ủy, Phó Chủ tịch Ủy ban Nhân dân thành phố Cần Thơ. Thời gian này, ông phụ trách hỗ trợ xây dựng kinh tế Cần Thơ, đối mặt với công tác ở vùng địa phương, thử thách cho các vị trí tiếp theo trong sự nghiệp của mình.

### Bộ Công Thương
Tháng 8 năm 2010, Thủ tướng Nguyễn Tấn Dũng bố nhiệm Trần Tuấn Anh làm Thứ trưởng Bộ Công Thương kiêm Hiệu trưởng Trường Đại học Công nghiệp Thành phố Hồ Chí Minh. Ông giữ vị trí này trong năm năm 2010 – 2015. Đến tháng 3 năm 2015, ông trở thành Ủy viên Ban Cán sự Đảng, Bí thư Đảng ủy Bộ, Thứ trưởng Bộ Công Thương kiêm nhiệm Phó Trưởng Ban Kinh tế Trung ương. Ở Ban Kinh tế Trung ương, ông công tác hỗ trợ Trưởng ban Vương Đình Huệ giai đoạn 2015 – 2016.
Ngày 26 tháng 1 năm 2016, tại Đại hội đại biểu toàn quốc lần thứ XII của Đảng Cộng sản Việt Nam, ông được bầu làm Ủy viên Ban Chấp hành Trung ương Đảng Cộng sản Việt Nam khóa XII, nhiệm kỳ 2016 – 2021. Ở nhiệm kỳ mới giai đoạn đầu từ tháng 1 năm 2016 đến tháng 4 năm 2016, ông là Ủy viên Trung ương Đảng, Ủy viên Ban Cán sự Đảng, Bí thư Đảng ủy Bộ, Thứ trưởng Bộ Công Thương, kiêm Phó Trưởng ban Kinh tế Trung ương.
Sau đó, Trần Tuấn Anh được giới thiệu vị trí lãnh đạo Bộ Công Thương; đến tháng 4 năm 2016, tại kỳ họp thứ 11, Quốc hội khóa XIII, ông được Quốc hội phê chuẩn, Chủ tịch nước bổ nhiệm giữ chức Bộ trưởng Bộ Công Thương. Ngày 22 tháng 5 năm 2016, ông được bầu làm Đại biểu Quốc hội Việt Nam khóa XIV nhiệm kì 2016 – 2021 thuộc đoàn Đại biểu Quốc hội tỉnh Quảng Ngãi. Đến tháng 7 năm 2016, tại kỳ họp thứ nhất của Quốc hội khóa XIV, ông tiếp tục được Quốc hội phê chuẩn, Chủ tịch nước bổ nhiệm giữ chức Bộ trưởng Bộ Công Thương. Trong thời kỳ 2016 – 2021, với vị trí Bộ trưởng Bộ Công Thương, Trần Tuấn Anh đã phụ trách công tác quản lý lĩnh vực công nghiệp và thương mại của Việt Nam, hỗ trợ Thủ tướng Nguyễn Xuân Phúc, với mục tiêu phát triển kinh tế đất nước.
Ngày 07 tháng 4 năm 2021, tại kỳ họp thứ 11, Quốc hội khóa XIV, ông được Quốc hội phê chuẩn, Chủ tịch nước miễn nhiệm ông thôi giữ chức Bộ trưởng Bộ Công Thương nhiệm kỳ (2016 – 2021) theo đề nghị của Thủ tướng Phạm Minh Chính.

### Trung ương Đảng
Ngày 30 tháng 1 năm 2021, tại Đại hội Đại biểu toàn quốc Đảng Cộng sản Việt Nam khóa XIII, Trần Tuấn Anh được bầu làm Ủy viên chính thức Ban Chấp hành Trung ương Đảng Cộng sản Việt Nam khoá XIII.
Ngày 31 tháng 1 năm 2021, tại phiên họp đầu tiên của Trung ương Đảng khóa XIII, ông được bầu làm Ủy viên Bộ Chính trị Ban Chấp hành Trung ương Đảng Cộng sản Việt Nam khóa XIII..
Sáng ngày 06 tháng 2 năm 2021, Tổng Bí thư, Chủ tịch nước Nguyễn Phú Trọng trao Quyết định số 02-QĐNS/TW ngày 5/2/2021 của Bộ Chính trị phân công đồng chí Trần Tuấn Anh, Ủy viên Bộ Chính trị, giữ chức Trưởng ban Kinh tế Trung ương.

## Tranh cãi

### Xử lý cá nhân xuyên tạc tăng giá điện
Tháng 5 năm 2019, trong báo cáo gửi Thủ tướng về việc tăng giá điện, Bộ Công Thương yêu cầu xử lý những cá nhân cố tình xuyên tạc, đưa thông tin không đầy đủ, khách quan về điều chỉnh giá điện. Việc này gây dư luận phẫn nộ, Đại biểu Quốc hội khóa 14 Phạm Văn Hòa cho rằng kiến nghị này gây phản cảm. Sau đó, Bộ Công Thương đã giải thích rằng cơ quan vẫn luôn cầu thị, lắng nghe ý kiến trái chiều, lỗi là ở cách diễn đạt trong văn bản gây hiểu lầm.

## Từ chức
Từ 28 đến 30/9/2021, Ủy ban Kiểm tra Trung ương đã tổ chức cuộc họp lần thứ 7, dưới sự chủ trì của ông Trần Cẩm Tú, đã kết luận rằng, Ban cán sự đảng Bộ Công Thương và Bí thư Ban cán sự đảng, Bộ trưởng Công Thương nhiệm kỳ 2016-2021 Trần Tuấn Anh đã thiếu trách nhiệm trong lãnh đạo, chỉ đạo thanh tra, kiểm tra, để xảy ra nhiều vi phạm, khuyết điểm trong tham mưu, thực hiện bổ sung quy hoạch, quản lý phát triển năng lượng điện, nhất là các dự án điện mặt trời, điện gió, thủy điện nhỏ và vừa; trong xây dựng cơ chế, chính sách về giá điện, giá xăng dầu.
Ngày 31/1/2024, tại Trụ sở Trung ương Đảng, Ban Chấp hành Trung ương Đảng khóa 13 đã họp xem xét, quyết định về công tác cán bộ.
Ông Trần Tuấn Anh chịu trách nhiệm chính trị của người đứng đầu khi để xảy ra nhiều vi phạm tại Bộ Công Thương, nhiều cán bộ, đảng viên vi phạm pháp luật, bị xử lý hình sự, xử lý kỷ luật đảng, hành chính. Nhận thức rõ trách nhiệm trước Đảng và nhân dân, ông đã có đơn xin thôi giữ các chức vụ được phân công, nghỉ công tác và nghỉ hưu.
Căn cứ quy định hiện hành của Đảng, Nhà nước và xem xét nguyện vọng của cá nhân, Ban Chấp hành Trung ương Đảng đồng ý để ông Trần Tuấn Anh thôi giữ chức vụ Ủy viên Bộ Chính trị, Ủy viên Ban Chấp hành Trung ương Đảng khoá 13.

## Phát biểu
Về việc "chọn thép hay chọn cá":
| “ | "Chúng ta bằng mọi giá phải xóa đi nỗi ám ảnh của người dân về điều này. Chúng ta không đánh đổi cái gì cả. Giữ môi trường cũng là giữ sự sống cho chúng ta và tương lai con cháu chúng ta sau này". | ” |

## Gia đình riêng
Vợ Trần Tuấn Anh là người mẫu Trần Thủy Hương, sinh năm 1964. Trần Thủy Hương tốt nghiệp đại học, từng là cô giáo dạy Văn 6 năm ở Trường Cao đẳng Sư phạm Tuyên Quang, sau đó nghỉ việc do cắt giảm biên chế vào năm 1987. Sau một thời gian phụ giúp gia đình người chồng đầu tiên bán phở ở thị xã Tuyên Quang, và mở hiệu cắt tóc, Thủy Hương và chồng li hôn. Thủy Hương cùng con gái mình vào Thành phố Hồ Chí Minh (quê cha ruột của Thủy Hương) và chuyển qua làm nghề người mẫu ở Nhà hát Hòa Bình. Năm 2001, Thủy Hương thành lập công ty Đại Bảo Xuân. Năm 2012, Thủy Hương kết hôn với Trần Tuấn Anh. Năm 2016, Trần Tuấn Anh có một con trai chung với Thủy Hương. Thủy Hương từng tham gia đóng phim.